# کریم غازی
کریم غازی (عربی: كريم غازي؛ زادهٔ ۶ ژانویهٔ ۱۹۷۹) بازیکن فوتبال اهل الجزایر بود.
از باشگاه‌هایی که در آن بازی کرده‌است می‌توان به باشگاه فوتبال اسپرانس تونس، باشگاه فوتبال مولودیه الجزایر، باشگاه فوتبال اتحاد الجزایر و باشگاه فوتبال شباب بلوزداد اشاره کرد.
وی همچنین در تیم ملی فوتبال الجزایر بازی کرده‌است.